# Saves the Day
Saves the Day — американський рок-гурт, заснований у Принстоні, Нью-Джерсі 1994 року. Даний гурт переважно грає у жанрах: панк-рок, емо та горрор-панк. Також помітні риси інді та гранжу.
Гурт випустив 8 студійних альбомів, 5 мініальбомів, 10 синглів та відзняв 6 кліпів.

## Склад гурту
- Кріс Конлі — вокал (1994-по теперішній час), ритм-гітара (2002-по теперішній час), бас (1994—1998 рр..)
- Арон Балі — соло-гітара, бек-вокал (2009-теперішній час)
- Родріго Пальма — бас-гітара (2009-теперішній час)
- Денніс Вілсон — ударні, перкусія (2013 р.-по теперішній час)

## Дискографія

### Студійні альбоми
- 1998: Can't Slow Down
- 1999: Through Being Cool
- 2001: Stay What You Are
- 2003: In Reverie
- 2006: Sound the Alarm
- 2007: Under the Boards
- 2011: Daybreak
- 2013: Saves The Day

### Мініальбоми
- 1999: I'm Sorry I'm Leaving
- 2006: Bug Sessions Volume One
- 2008: Bug Sessions Volume Two
- 2008: Bug Sessions Volume Three
- 2010: 1984 EP

### Компіляції
- 2004: Ups and Downs: Early Recordings and B-Sides
- 2009: Bug Sessions

### Сингли
I'm Sorry I'm Leaving
- 2000: «Shoulder to the Wheel»

Stay What You Are
- 2002: «At Your Funeral»
- 2002: «Freakish»

In Reverie
- 2003: «Anywhere with You»

Sound the Alarm
- 2006: «The End»

Daybreak
- 2011: «Deranged & Desperate»

### Відеокліпи
- Shoulder to the Wheel (2000)
- At Your Funeral (2002)
- Freakish (2002)
- Anywhere with You (2003)
- The End (2006)
- Deranged & Desperate (2011)